# 正普科技
北京正普科技发展有限公司（简称正普科技、正普软件）成立于1993年8月，前身是北京市正普电子技术公司，位于北京市海淀区中关村，是中国一家家用软件公司之一。专门为游戏软件、休闲娱乐软件、儿童教育软件、办公软件、图书软件等分类软件。2000年2月正式更名为正普科技。

## 软件品牌
- 阿拉神灯
- 芝麻开门

## 分公司
正普软件公司每设有10家分公司：
- 杭州分公司
- 上海分公司
- 广州分公司
- 武汉分公司
- 成都分公司
- 济南分公司
- 沈阳分公司
- 南京分公司
- 哈尔滨分公司
- 福州分公司